# Zanzan
Zanzan é uma das 19 regiões da Costa do Marfim.

## Dados
Capital: Bondoukou
Área: 38 000 km²
População: 839 000 hab. (2002)

## Departamentos
A região de Zanzan está dividida em três departamentos:
- Bondoukou
- Bouna
- Tanda